# Barbara Pike

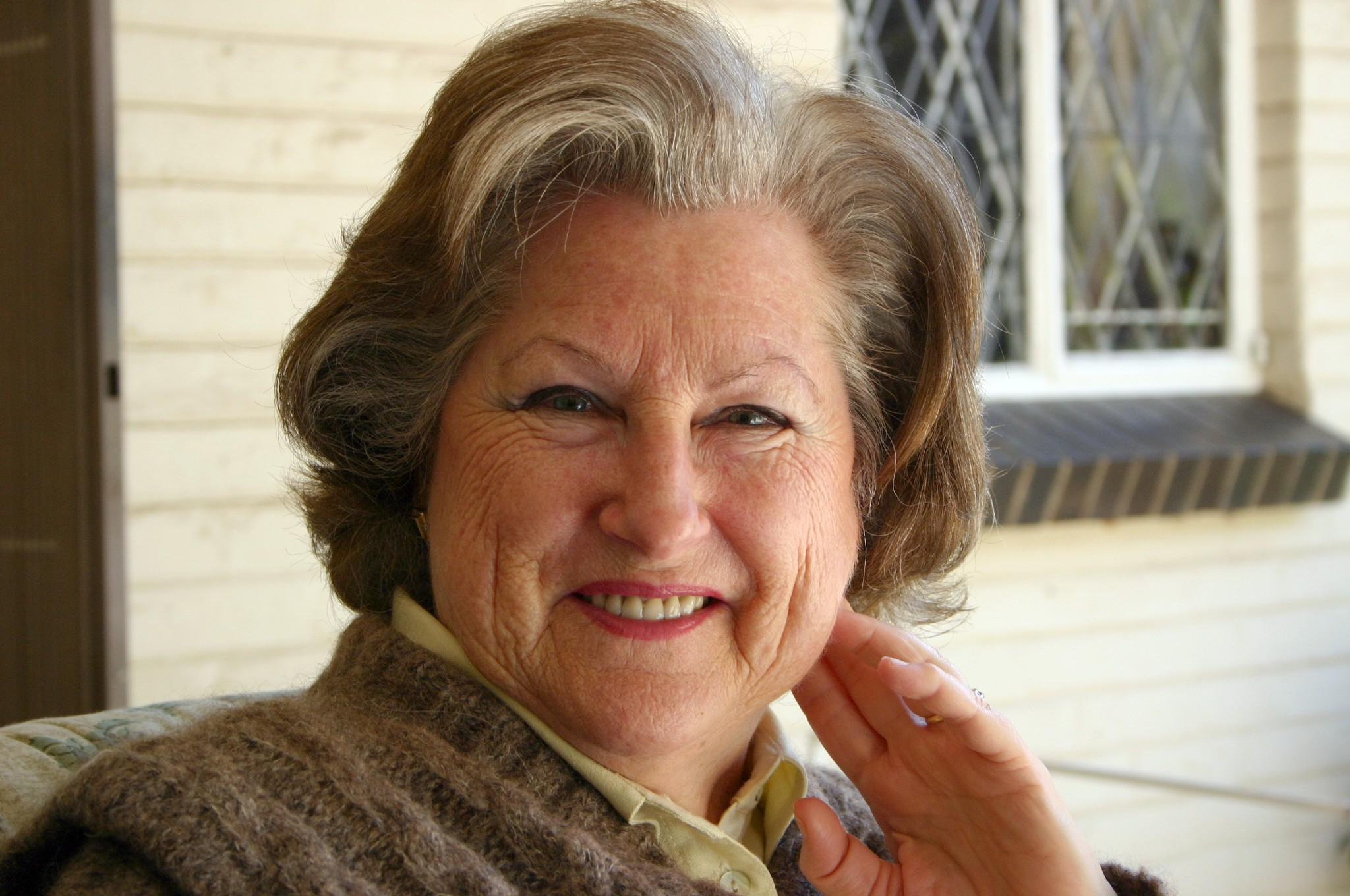
Barbara Pike 2007

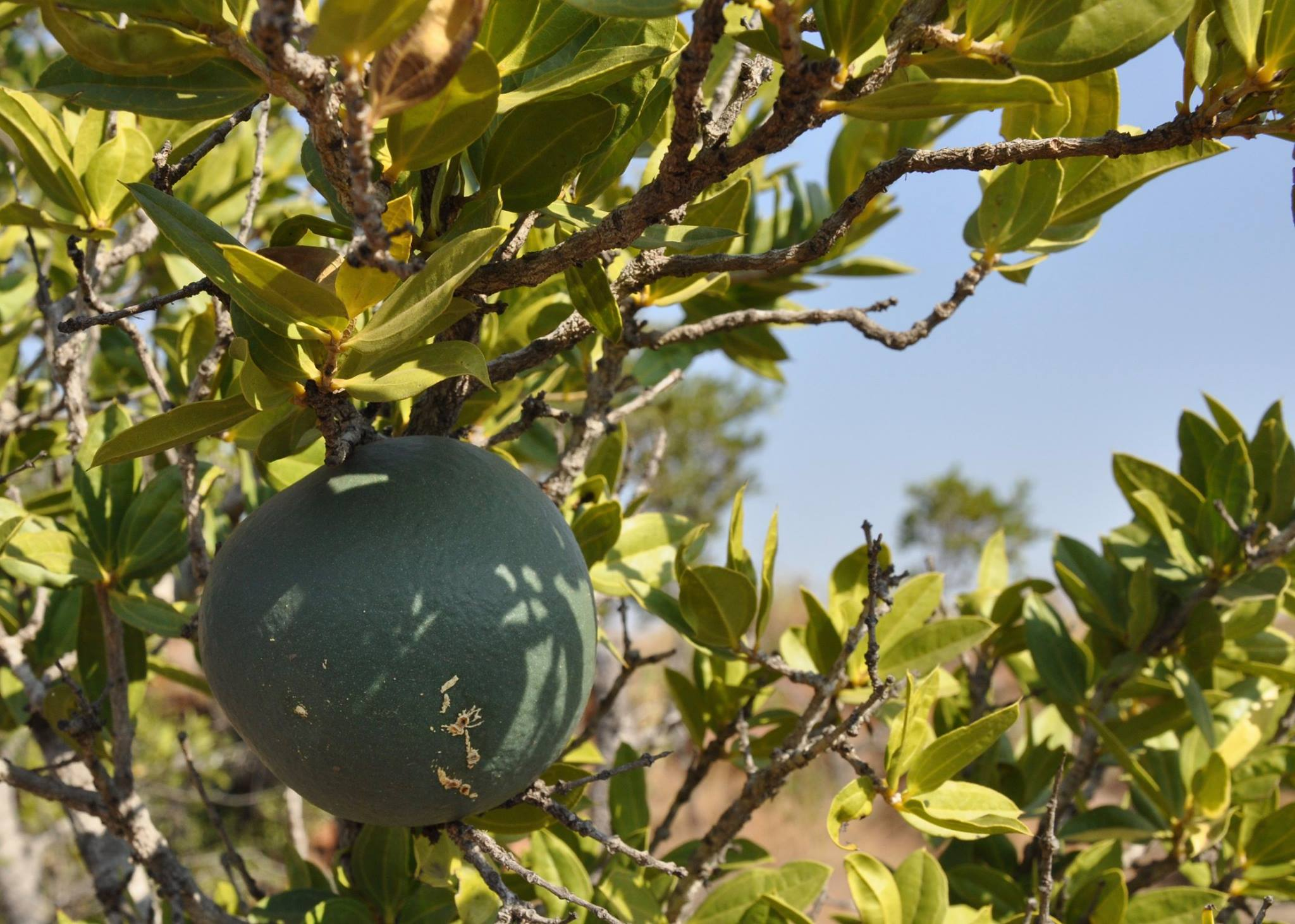
Strychnos pungens Solered.

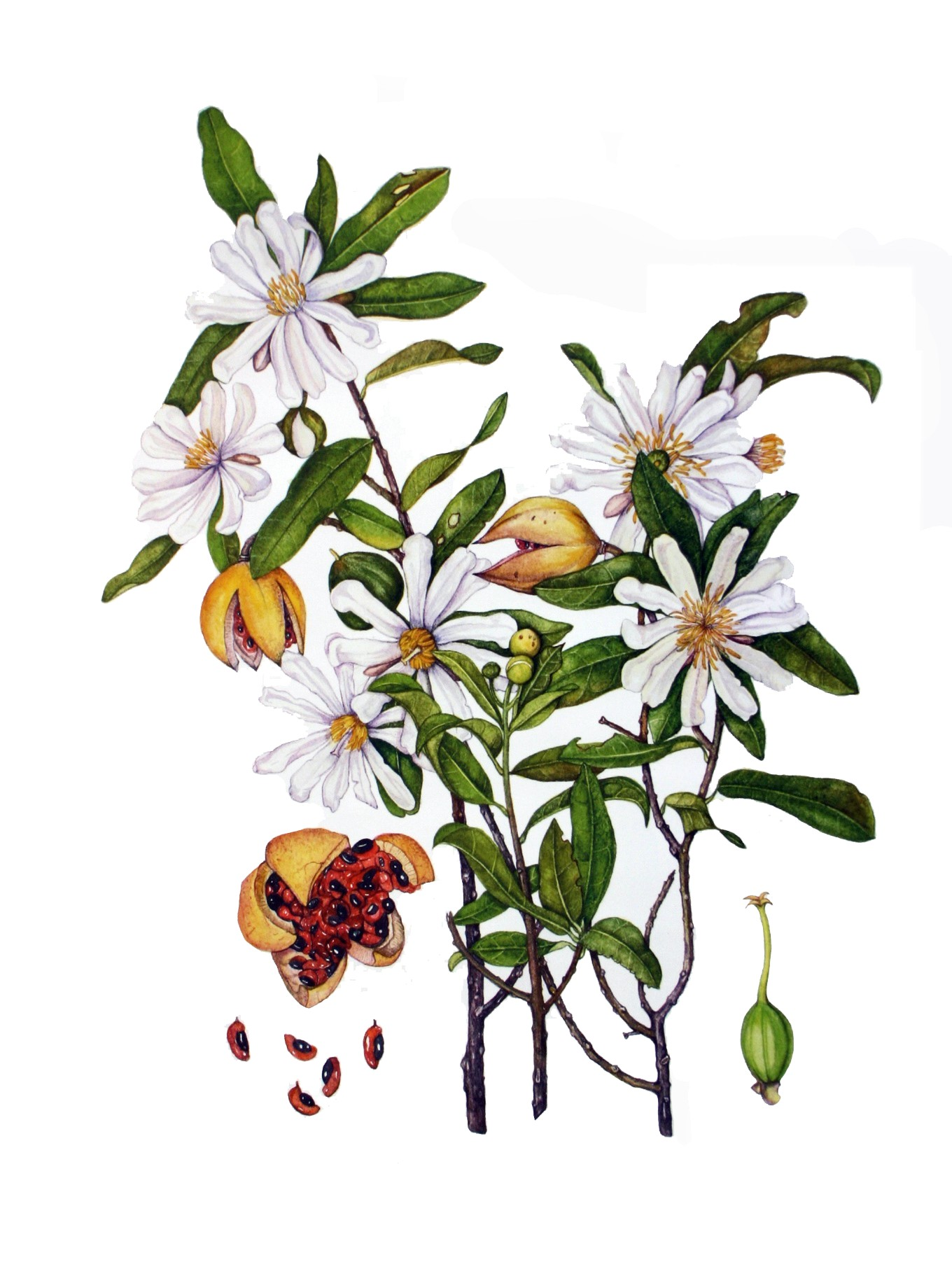
Xylotheca kraussiana Hochst.

Rosalie Barbara Pike sinh ngày 29 tháng 3 năm 1933 tại Johannesburg là một nghệ sĩ thực vật Nam Phi.

## Tiểu sử
Barbara Pike là một trong hai con gái của Barend Elzas, một nhà hóa học công nghiệp, và vợ ông là Klara 'Claire' Kindinger. Bà đã theo học trường Trung học Parktown dành cho nữ sinh ở Johannesburg và kết hôn vào năm 1949. Bà đã nhận được bằng Cử nhân về thực vật học và động vật học tại Đại học Witwatersrand vào năm 1952 và tiếp tục theo học tại Higher College Diploma tại Johannesburg College of Education. Bà làm việc như nhà sinh hóa học và bác sĩ y khoa tại Khoa Phẫu thuật và Y học, Đại học Witwatersrand từ năm 1953-1955. Năm 1956, bà làm việc với tư cách là nhà sinh hóa học cho Bộ nghiên cứu nước tại CSIR ở Johannesburg. Sau đó, bà trở lại Đại học Witwatersrand một lần nữa để đăng bài minh họa thực vật cho Cục Thực vật học từ năm 1957 đến 1985. Bảo tàng Khảo sát Địa chất ở Pretoria đã thuê bà làm nghệ sĩ năm 1985.
Barbara đã kết hôn với Merrill Andrew Pike và có hai con trai, Andrew John Pike 1958 và Richard Linden Pike 1961. Bà hiện đang sống ở Parkwood, Johannesburg.

## Công trình

### Giải thưởng
Giải thưởng đầu tiên của bà là vào năm 1945 tại National Eisteddfod khi cô giành vị trí đầu tiên trong thể loại 'minh họa dưới 12 tuổi'. Bà được trao huy chương bạc bởi Vườn thực vật quốc gia Kirstenbosch vào năm 2000 và 2004, huy chương vàng năm 2002 và 2006.

### Ấn phẩm
- 1971 Wild Flowers of the Witwatersrand - with Annabelle Lucas (Purnell, Cape Town)
- 1973 Ferns of the Witwatersrand - with Florence Hancock, Annabelle Lucas & Patsy-Lynne Edkins (Wits University Press, Johannesburg) ISBN 0-85494-196-7